# Patrick Cotter O'Brien
Patrick Cotter O'Brien (Kinsale, 19 gennaio 1760 – 8 settembre 1806) è stata la prima delle 16 persone a superare i 244 cm (8 piedi).

## Biografia
Il suo vero nome era Patrick Cotter e adottò O'Brien come nome d'arte (era un circense). Era noto anche come il Gigante di Bristol o il gigante irlandese. Probabilmente morì a causa del gigantismo all'età di 46 anni. Nel 1972 i suoi resti furono esaminati e si è arrivati a stabilire che la sua statura era di 246 cm. La sua straordinaria statura lo rese la persona più alta mai registrata. Successivamente fu superato da John Rogan, morto quasi un secolo più tardi rispetto a lui.